# وادي الإقليم

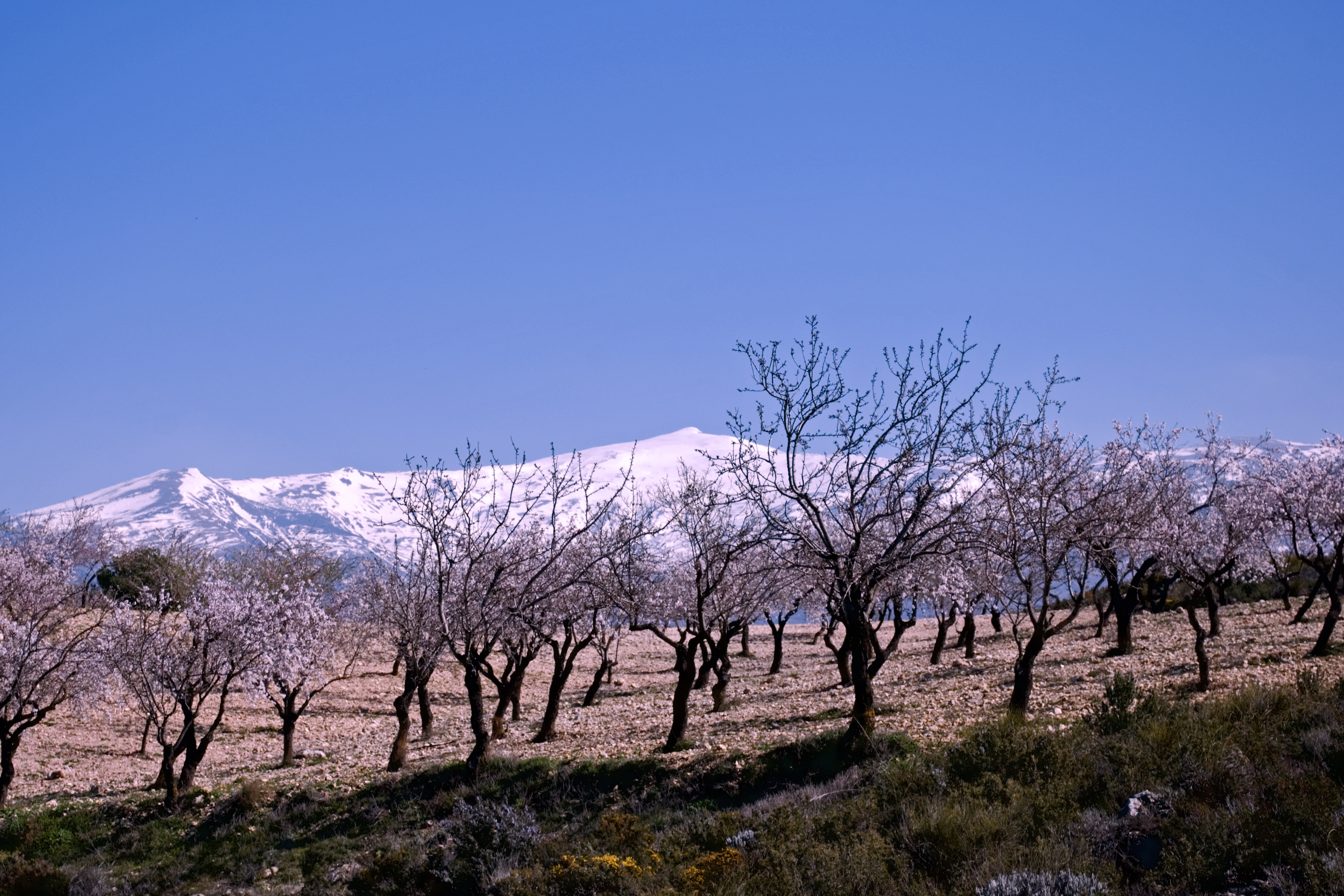
أشجار اللوز في وادي الإقليم، وتظهر في الخلفية قمة الجواد ، إحدى قمم جبل الثلج

وادي الإقليم أو وادي لكرين (بالإسبانية: Valle de Lecrín)‏ هو وادٍ صغير كان يمتد بين قريتي مندوخار وتلارا، في منطقة تتميز بجمال طبيعتها، وخضرتها الدائمة، وتدفق جداول الماء الناتجة من ذوبان الثلوج على قمم جبل الثلج (سييرا نيفادا) والمناظر الخلابة حول بحيرة بيثنار

## التاريخ
كان وادي الإقليم في زمن الحكم الإسلامي يتحكم في الطريق إلى مناطق إنتاج السكر الساحلية الشاسعة، ويعرف تاريخيًا بأنه المكان الذي انطلقت منه شرارة ثورة الموريسكيين المعروفة بحرب البشرات، حيث اجتمع فيه سرًا ممثلون عن مسلمي غرناطة والبشرات وغيرهما في ليلة عيد الميلاد سنة 1568، ليعلنوا تبرؤهم من المسيحية وبايعوا فرناندو دي بالور (الذي سمي نفسه لاحقًا ابن أمية) ملكًا وقائدًا لهم.